# Полиэтилентерефталат-гликоль (ПЭТГ) — пластик
Полиэтилентерефталатгликоль (ПЭТГ) (по международному обозначению PET-G, ПЭТ-Джи) представляет собой модификацию полиэтилентерефталата (ПЭТ или ПЭТФ), которая преодолевает его определённые недостатки.
Недостатком ПЭТ является то, что он становится непрозрачным при медленном охлаждении из-за частичной кристаллизации. Для тонких деталей это предотвращается быстрым охлаждением (например, в ПЭТ-бутылках, которые должны оставаться прозрачными). Если необходимо отвести тепло из крупных или толстостенных изделий, то прозрачность не может быть обеспечена. Замена части этиленгликоля (1,2-этандиола) циклогексадиметанолом (1,4-бис-(гидроксиметил)циклогексан)  в качестве диола в производстве этого эфира приводит к значительным стерическим помехам (из-за конфигурации циклогексана).
Пластик получил название ПЭТГ, потому что модифицированный гликоль имеет гораздо более низкую температуру плавления и остаётся прозрачным при любых операциях, что является очевидным преимуществом при термоформовании деталей из плёнки/листа ПЭТГ.
В настоящее время ПЭТГ распространён в качестве инженерного пластика для печати на 3D-принтерах, превосходит ПЛА в термоусадке.

### Общая характеристика и свойства
Прозрачный аморфный материал. Температура стеклования около 80 - 85 °С.
Температура плавления 180-230 °C.
Имеет высокую жесткость и твердость.
Стоек к разбавленным кислотам и щелочам, растворам солей, мылам, маслам, спиртам, алифатическим углеводородам.
Хорошо стерилизуется.
Примечание: специальный низкомолекулярный PETG, используемый для изготовления преформ, обычно относят к PET.

### Переработка
ПЭТГ-пластик может быть относительно несложно переработан для дальнейшего использования, но процесс переработки отличается от переработки обычного PET-пластика, поэтому требуется предварительное разделения PET и PET-G материалов. Сложности с маркировкой и логистикой часто приводят к отказу от переработки PET-G в практиках по раздельному сбору отходов. 

### Физико-механические свойства[2]
| Свойство                        | Единица измерения | Значение      |
| ------------------------------- | ----------------- | ------------- |
| Плотность                       | кг/м3             | 1,26−1,28⋅103 |
| Предел текучести                | Па                | 4,79−5,29⋅107 |
| Предел прочности при растяжении | Па                | 6,0−6,6⋅107   |
| Удлинение                       | % деформации      | 1,02−1,18     |
| Твёрдость по Виккерсу           | Па                | 1,41−1,56⋅108 |
| Ударная вязкость (без надреза)  | Дж/м2             | 1,9−2,0⋅105   |
| Вязкость разрушения             | Па·м1/2           | 2,11−2,54⋅106 |
| Модуль Юнга                     | Па                | 2,01−2,11⋅109 |